# Anja Wicker
Anja Wicker, född 22 december 1991, är en tysk handikappidrottare. Hon tävlar under vintern i skidskytte och längdåkning samt under sommaren i handcykling.
Wicker deltog 2013 för första gången vid Världsmästerskapen och vann en silvermedalj i skidskytte över 6 kilometer. Vid paralympiska vinterspelen 2014 i Sotji erövrade hon i skidskytte en guldmedalj över 10 kilometer och en silvermedalj över 12,5 kilometer. För den betydande prestationen fick Wicker utmärkelsen Silbernes Lorbeerblatt (silver lagerblad) som är Tysklands högsta hedersbetygelse för idrottare. Vid Världsmästerskapen 2017 vann hon två silvermedaljer.
Vid Paralympiska vinterspelen 2022 kom Wicker i skidskytte över 10 kilometer på tredje plats.